# Farmington, West Virginia
Farmington är en kommun (town) i Marion County i den amerikanska delstaten West Virginia med en yta av 1,1 km² och en folkmängd som uppgick till 389 invånare år 2020.
Orten är främst känd för en gruvolycka i november 1968 som krävde 78 gruvarbetares liv.

## Kända personer från Farmington
- Joe Manchin, politiker